# 内藤頼容
内藤 頼容（ないとう よりかた）は、江戸時代後期の信濃国高遠藩の世嗣。

## 略歴
6代藩主・内藤頼以の次男として誕生。
長兄・頼敦の夭逝により嫡子となるが、のち廃嫡された。詳細は不明。代わって、弟・頼寧が嫡子となった。